# Lettere (Italia)
Lettere è un comune italiano sparso di 6 029 abitanti della città metropolitana di Napoli in Campania.
Situato nella parte meridionale del golfo di Napoli, arroccato sui monti Lattari, del cui parco regionale fa parte. La sede comunale è posta nella frazione di Piazza Roma.

## Storia
L'origine di Lettere è sicuramente di epoca romana: l'ipotesi più accreditata è che Lucio Cornelio Silla, durante la guerra sociale e l'imminente attacco a Stabiae, si accampò su una collina sopra la città stabiana, costruendo un castrum, dove gli venivano recapitate delle lettere dal senato romano che lo elogiavano per le imprese e le conquiste effettuate: proprio da tale evento alcuni storici suppongono che sia derivato il nome della città, mentre altri l'associano al termine lattaro, come testimoniato da Cassiodoro e Procopio, che descrivevano la zona come ottimale per far pascolare le pecore e mucche da cui ricavare il latte. Nel 1976, a seguito di alcuni scavi archeologici, furono scoperte tombe di una necropoli di epoca romana, nelle quali furono ritrovati un lacrimario, un balsamario, lucerne, vasi e diverse iscrizioni funerarie appartenenti alle famiglie dei Corneli, Prisci e dei Valerii.
A seguito della caduta dell'Impero romano d'Occidente, Lettere si legò alla Repubblica di Amalfi, di cui divenne città di confine: gli amalfitani, per proteggere il loro territorio dalle incursioni provenienti dal golfo di Napoli, costruirono un castello, che proteggeva al contempo anche il piccolo villaggio; tra il 978 e il 979 venne inoltre creata la diocesi di Lettere, che aveva sede nella cattedrale in stile romanico, posta nelle vicinanze del castello, e di cui oggi rimangono alcuni ruderi del perimetro e del campanile: Lettere divenne quindi nodo nevralgico sia per i commerci terrestri degli amalfitani, verso Napoli, sia militare. Decaduta la repubblica di Amalfi, nel XVI secolo la città passò sotto il dominio degli Aragonesi.
In seguito il castello perse la sua funzione difensiva e la vita iniziò a svilupparsi anche al di fuori delle sue mura, nelle colline circostanti: pochi eventi interessarono la zona, dove si sviluppò una vita per lo più contadina, dedita all'agricoltura e alla pastorizia. Lettere diventò quindi feudo in età medievale e poi comune autonomo a partire dal 1557.

## Monumenti e luoghi d'interesse
Sono due i principali luoghi d'interesse della città: il castello di Lettere edificato per volere degli amalfitani, fu avamposto di guardia del ducato ed in seguito notevolmente ampliato sia dai Normanni che dagli Svevi, anche se fu sotto gli Angioini che raggiunse l'apice del suo splendore, con la costruzione di nuove torri e l'introduzione delle armi da fuoco. Con l'arrivo degli Aragonesi, perse la sua funzione militare e venne trasformato in abitazione privata, prima di essere completamente abbandonato, riducendosi ad un rudere: è stato conseguentemente restaurato tra la fine degli anni novanta e l'inizio degli anni 2000.
Il santuario di Sant'Anna, cattedrale della soppressa diocesi di Lettere fino al 1818, era originariamente dedicata a Santa Maria Assunta e fu edificata in sostituzione della più antica cattedrale di Santa Maria Trinitatorum, alla fine del XVI secolo: nel corso degli anni subì numerosi restauri e rifacimenti e l'aspetto odierno risale al 1791. Di notevole interesse la pala dell'altare maggiore, dedicata alla Vergine con il Bambino Gesù, una tela raffigurante la Madonna del Rosario, due tele del XVIII secolo dedicate a San Giuseppe e San Giovanni Battista e la statua di sant'Anna, patrona della città, posta nell'omonima cappella, risalente al 1503.
Sono inoltre ancora visibili i ruderi della vecchia cattedrale nei pressi del castello, di cui si scorgono solo parti delle mura perimetrali, mentre risulta essere meglio conservato il campanile, risalente al XII secolo e decorato a tarsi in tufo grigio e sei rosoni, ognuno differente dall'altro.
Poco distante dal castello è la chiesa rupestre di San Benedetto alle Venelle.

## Società

### Evoluzione demografica
Abitanti censiti

## Geografia antropica
Lettere è un comune italiano sparso ed è quindi composto da frazioni separate: secondo lo statuto, il municipio è situato in Piazza Roma, centro cittadino, intorno al quale vertono le frazioni di Fuscoli, Depugliano, Orsano, San Lorenzo, San Nicola e le borgate di Pagliano e Saletta.

## Economia
Lettere grazie ai vasti vigneti assieme a Gragnano e Sorrento è una delle produttrici di vino di tutta la Penisola Sorrentina: il vino prodotto è bianco, rosso ed un rosso frizzante naturale che porta il nome del comune.

## Infrastrutture e trasporti
Lettere è raggiungibile tramite una serie di strade: la principale è quella proveniente da Casola di Napoli, che parte da Gragnano; altre strade di minor importanza sono una proveniente sempre da Casola di Napoli ed un'altra da Sant'Antonio Abate, che tocca la zona del castello. La mobilità pendolare è affidata esclusivamente al servizio di autobus offerto da Sita Sud, che collega la città con Gragnano, Castellammare di Stabia e Napoli.